# الودی فونتن
الودی فونتن (به انگلیسی: Élodie Fontan) (تلفظ فرانسوی: [elɔdi fɔ̃tɑ̃]؛ متولد ۹ ژوئیه ۱۹۸۷) یک بازیگر فرانسوی است.

## زندگی و شغل
- الودی فونتن در جوانی با بازی در تبلیغات، شروع به کار کرد. او در سال ۲۰۰۹ با بازی در در سریال Clem شهرت خود را به دست آورد.[۲]
- او در سال ۲۰۱۸ به گروه Les Enfoirés پیوست.[۳]
- او از سال ۲۰۱۶ با فیلیپ لاشو در رابطه بوده‌است.[۴]

## فیلم‌شناسی

### فیلم‌های برجسته
| سال  | عنوان                   | نقش            | کارگردان                  | یادداشت      |
| ---- | ----------------------- | -------------- | ------------------------- | ------------ |
| ۱۹۹۶ | بهترین شغل در جهان      | فانی           | ژرار لوزیه                |              |
| ۲۰۱۴ | عروسی‌های سریال          |                |                           |              |
| ۲۰۱۵ | پرستاری از کودک ۲       | جولی           | نیکلاس بنامو و فیلیپ لاشو |              |
| ۲۰۱۶ | Venise sous la neige    | ناتالی         | الیوت کووریگارو           |              |
| ۲۰۱۷ | Alibi.com               | فلورانس مارتین | فیلیپ لاشو                |              |
| ۲۰۱۷ | مأموریت می‌پردازد باسک   | سیبیل گارنیر   | لودوویچ برنارد            |              |
| ۲۰۱۸ | پیتر خرگوش              | فلاپی رابیت    | ویل گلاک                  | صدای فرانسوی |
| ۲۰۱۹ | نیکی لارسون و عطر کوپید | لورا مارکونی   | فیلیپ لاشو                |              |
| ۲۰۱۹ | عروسی‌های سریال (بد) ۲   |                | فیلیپ دو شوورون           |              |

### تلویزیون
| سال        | عنوان                           | نقش         | یادداشت                         |
| ---------- | ------------------------------- | ----------- | ------------------------------- |
| ۱۹۹۷       | La Croisière foll'amour         | استرلینا    | سریال تلویزیونی (۲۵ قسمت)       |
| ۱۹۹۸       | Meurtres sans risques           | تیفانی      | فیلم تلویزیونی                  |
| ۲۰۰۴       | K. ça                           | ورو         | سریال تلویزیونی                 |
| ۲۰۰۵       | Sois le meilleur                | آن سوفی     | فیلم تلویزیونی                  |
| ۲۰۰۶       | بلوار دو پالایی                 | لیزا ویاننت | سریال تلویزیونی - فصل ۸ قسمت ۵  |
| ۲۰۰۷       | ماری هامبرت                     | استل        | فیلم تلویزیونی                  |
| ۲۰۰۷       | RIS، دانش پلیس                  | لیزا برتیر  | سریال تلویزیونی - فصل ۲ قسمت ۱۰ |
| ۲۰۰۷       | تیپ ناوارو                      | الودی       | سریال تلویزیونی - فصل ۱ قسمت ۲  |
| ۲۰۰۸       | ماری و مادلین                   | ماری        | فیلم تلویزیونی                  |
| ۲۰۰۸       | اسرار Pas dere nous             | ونسا        | سریال تلویزیونی (۴ قسمت)        |
| ۲۰۰۸       | پاریس جنایتکاران را احاطه می‌کند | کلر بیوپر   | فصل ۳ قسمت ۴                    |
| ۲۰۰۸       | شانس دوم                        | آونا        | سریال تلویزیونی (۱۳ قسمت)       |
| ۲۰۰۹       | Femmes de loi                   | آرور        | فصل ۸ قسمت ۷                    |
| ۲۰۱۰-امروز | آرام                            | آلیزه       | سریال تلویزیونی                 |
| ۲۰۱۰       | جوزفین، فرشته نگهبان            | الکساندرا   | فصل ۱۲ قسمت ۱۲                  |
| ۲۰۱۱       | Le Jour oo tt a basculé         | لیزا ویاننت | فصل ۱ قسمت ۵۲                   |
| ۲۰۱۳       | Le Jour oo tt a basculé         | ساندرا بوشت | قسمت آزار و اذیت در محل کار     |
| ۲۰۱۴       | RIS، دانش پلیس                  | سیسیل کاررا | فصل ۹ قسمت ۶                    |
| ۲۰۱۴       | Duel au soleil                  | پگی         | فصل ۱ قسمت ۲                    |
| ۲۰۱۵       | Un parfum de sang               | ونسا        | فیلم تلویزیونی                  |
| ۲۰۱۶       | ستاره داران                     | سان         | سریال کوتاه                     |